# Stygiomedusa
Stygiomedusa es un género de medusas gigantes de aguas profundas de la familia Ulmaridae. Es monotípico, su única especie es Stygiomedusa gigantea. Con solo 115 avistamientos en los últimos 110 años, es una medusa que rara vez se ve, pero se cree que está muy extendida en todo el mundo. Se cree que es uno de los depredadores de invertebrados más grandes en el ecosistema de aguas profundas.
La medusa tiene una campana en forma de paraguas que puede medir hasta un metro de ancho. También tiene cuatro brazos tipo paleta de hasta 10 metros de largo, que, como carecen de tentáculos punzantes, pueden usarse en su lugar para atrapar a la presa. Tiene un color marrón rojizo profundo o color ciruela típico de los animales de aguas profundas. Stygiomedusa gigantea ha sido observada y filmada en la costa del Pacífico de los Estados Unidos por científicos y por ROV en la costa de Japón y en el golfo de México.
Se ha reportado evidencia de una relación simbiótica entre Stygiomedusa gigantea y Thalassobathia pelagica, una especie de pez ophidiiforme.